# Chan Lam Hams
Chan Lam Hams (nascido em 13 de maio de 1955) é um ex-ciclista honconguês. Competindo no ciclismo de estrada, representou o Honguecongue em duas provas nos Jogos Olímpicos de 1976, realizados em Montreal, Canadá.